# Bella ciao
Bella ciao, segons les versions més difoses, és una cançó partisana emprada durant la Segona Guerra Mundial especialment a l'Emília i la península Apenina. Altres versions exposen que la difusió de la cançó com a himne partisà va ser posterior a la guerra mundial. Els orígens de la cançó són incerts. La música sembla venir d'una cançó folk de Mishka Ziganoff, però l'autor de la lletra és desconegut. Es tracta d'un cant d'arrossar, molt emblemàtic, perquè expressa la pena per la duresa de la feina, pel domini exercit pel patró i per l'esperança d'un futur de rescat llibertari. La tornada de la cançó, bella ciao (literalment: «adéu, bonica»), juntament amb la temàtica, fa pensar en una cançó de comiat. En català alguerès l'ha cantat entre d'altres Claudio Gabriel Sanna a l'àlbum Terrer meu.

## Lletra
| Sta mattina mi son svegliato o bella ciao bella ciao bella ciao ciao ciao sta mattina mi son svegliato e ho trovato l'invasor O partigiano portami via o bella ciao bella ciao bella ciao ciao ciao partigiano portami via ché mi sento di morir E se io muoio da partigiano o bella ciao bella ciao bella ciao ciao ciao e se muoio da partigiano tu mi devi seppellir E seppellire lassù in montagna o bella ciao bella ciao bella ciao ciao ciao seppellire lassù in montagna sotto l'ombra di un bel fior Tutte le genti che passeranno o bella ciao bella ciao bella ciao ciao ciao e le genti che passeranno mi diranno: che bel fior! È questo il fiore del partigiano o bella ciao bella ciao bella ciao ciao ciao questo il fiore del partigiano morto per la libertà |  | Aquest matí, jo m'he llevat O bella ciao, bella ciao, bella ciao (adéu bonica) Aquest matí, jo m'he llevat i m'he trobat l'invasor. Oh partisà, porta'm amb tu O bella ciao, bella ciao, bella ciao oh partisà, porta'm amb tu perquè sento que m'estic morint. I si em moro fent de partisà O bella ciao, bella ciao, bella ciao i si em moro fent de partisà m'hauràs d'enterrar. Cal que m'enterris dalt la muntanya O bella ciao, bella ciao, bella ciao cal que m'enterris dalt la muntanya sota l'ombra d'una bonica flor. I la gent que passi O bella ciao, bella ciao, bella ciao i la gent que passi et dirà: Quina flor tan bonica! És la flor del partisà O bella ciao, bella ciao, bella ciao és la flor del partisà mort per la llibertat. |